# Fontcoberta
|  | Per a altres significats, vegeu «Fontcoberta (Queixàs)». |

Fontcoberta és un municipi de la comarca del Pla de l'Estany.

## Etimologia
També escrit amb grafia fonètica com Fontcuberta, el topònim està documentat al segle xii com Fonte Coperta, aglutinació de font i coberta en el sentit de «font amagada o protegida».

## Història
A principis del Segle XIX Fontcoberta, Espasens i Vilavenut eren municipis independents. De resultes de la reducció del número de municipis, el 1846 Fontcoberta va incorporar els altres dos municipis. En els darrers anys la població s'ha concentrat sobretot al nucli de Melianta a la carretera de Banyoles a Cabanelles.
A prop del Clot d'Espolla hi ha el jaciment arqueològic de Roca Foradada, que ha estat objecte de diverses campanyes d'excavació en els darrers anys.

## Geografia
- Llista de topònims de Fontcoberta (Orografia: muntanyes, serres, collades, indrets..; hidrografia: rius, fonts...; edificis: cases, masies, esglésies, etc).

## Demografia
| Entitat de població | Habitants (2023) |
| Melianta            | 1.226            |
| Vilavenut           | 96               |
| Fontcoberta         | 74               |
| Figueroles          | 24               |
| Veïnat d'en Fares   | 19               |
| Font: Idescat       |                  |

| 1497 | 1515 | 1553 | 1787 | 1887 | 1900 | 1920 | 1950 | 1970 | 2010  | 2024  |
| 45   | 48   | 51   | 468  | 677  | 563  | 651  | 621  | 509  | 1.280 | 1.503 |

## Llocs d'interès
L'edifici més important és l'església romànica de Sant Feliu. El temple fou consagrat el 922, però l'edifici actual és del segle xii, amb un presbiteri reformat el segle xvi.
Té dins de la seva demarcació l'ermita de la Mare de Déu de la Font, de la qual se'n té constància el 1261 i la capella de Melianta, construïda el 1983 segons plànols de l'arquitecte Joan Moner i Riera per atendre els fidels del veïnat del mateix nom.
També hi ha el Museu de la Història de Fontcoberta (a Can Jan) i les Alzines Reclamadores de Fontcoberta, les quals destaquen per llur monumentalitat.
Des de 2020 l'Ajuntament és a Can Jan, al nucli de La Farrès
Al límit amb el municipi de Serinyà hi ha l'estany intermitent del Clot d'Espolla.